# Привовчанська сільська рада
| Привовчанська сільська рада — орган місцевого самоврядування у Павлоградському районі Дніпропетровської області з адміністративним центром у с. Привовчанське. Сільській раді підпорядковані населені пункти: - с. Привовчанське - с. Малоолександрівка |

## Склад ради
Рада складається з 16 депутатів та голови.

## Керівний склад сільської ради
| ПІБ                     | Основні відомості                                                         | Дата обрання | Дата звільнення |
| ----------------------- | ------------------------------------------------------------------------- | ------------ | --------------- |
| Кабанова Ганна Іванівна | Сільський голова, 1957 року народження, освіта, позапартійна              | 26.03.2006   | 31.10.2010      |
| Кабанова Ганна Іванівна | Сільський голова, 1957 року народження, освіта вища, член Партії регіонів | 31.10.2010   |                 |

Примітка: таблиця складена за даними джерела